# Challenge des champions 1971
La Supercoppa di Francia 1971 (ufficialmente Challenge des champions 1971) è stata la quindicesima edizione della Supercoppa di Francia.
Si è svolta il 20 agosto 1971 allo Stade de l'Armoricaine di Brest tra l'Olympique Marsiglia, vincitore della Division 1 1970-1971, e il Rennes, vincitore della Coppa di Francia 1970-1971.
Il titolo è condiviso tra le due squadre partecipanti in quanto, dopo il pareggio per 2-2 nei tempi regolamentari, il pubblico ha invaso il campo non permettendo che venissero battuti i tiri di rigore per determinare la squadra vincitrice.

## Partecipanti
| Squadre             | Qualificazione                             | Partecipazioni precedenti (il grassetto indica la vittoria) |
| ------------------- | ------------------------------------------ | ----------------------------------------------------------- |
| Olympique Marsiglia | Vincitore della Division 1 1970-1971       | 1 (1969)                                                    |
| Rennes              | Vincitore della Coppa di Francia 1970-1971 | 1 (1965)                                                    |

## Tabellino
| Arbitro: | Besory |

|                        |           |                                |
| Couécou 65’ Bonnel 70’ | Marcatori | 27’ (rig.) Lenoir 53’ Kobeščak |

### Formazioni
| Olympique Marsiglia: |                    |  |     |
|                      |                    |  |     |
| P                    | Georges Carnus     |  | 46’ |
| D                    | Jean-Pierre Lopez  |  |     |
| D                    | Jean-Louis Hodoul  |  |     |
| D                    | Jules Zvunka       |  |     |
| D                    | Edouard Kula       |  |     |
| C                    | Jacques Novi       |  |     |
| C                    | Daniel Leclercq    |  |     |
| C                    | Roger Magnusson    |  | 46’ |
| A                    | Gilbert Gress      |  | 46’ |
| A                    | Josip Skoblar      |  | 46’ |
| A                    | Ange Di Caro       |  |     |
| Sostituzioni:        |                    |  |     |
| P                    | Jean-Paul Kfrafft  |  | 46’ |
| C                    | Joseph Bonnel      |  | 46’ |
| C                    | Jean-Pierre Tokoto |  | 46’ |
| A                    | Didier Couécou     |  | 46’ |
| Allenatore:          |                    |  |     |
| Lucien Leduc         |                    |  |     |

| Rennes:     |                  |
|             |                  |
| P           | Marcel Aubour    |
| D           | Alain Cosnard    |
| D           | René Cédolin     |
| D           | Zygmunt Chlosta  |
| D           | Louis Cardiet    |
| C           | Zdenko Kobeščak  |
| C           | Héctor Toublanc  |
| C           | Serge Lenoir     |
| C           | Daniel Périault  |
| A           | Philippe Terrier |
| A           | Sokrat Mojsov    |
| Allenatore: |                  |
| Jean Prouff |                  |